# Occo handschrift
Het Occo handschrift is een verlucht koorboek geschreven tussen 1515 en 1517 onder de leiding van Petrus Alamire voor de Amsterdamse bankier Pompeius Occo. Het koorboek bevat werk van Pierre de la Rue, Josquin des Prez, Jean Mouton,, Heinrich Isaac, Gaspar van Weerbeke, Antoine de Févin, Matthieu Gascongne, Laurentius de Vourda, Hotinet Barra, en Mathurin Forestier en van een aantal anonieme toondichters. Het zijn polyfone werken ter ere van het Heilig Sacrament (Corpus Christi). Het handschrift werd gemaakt voor gebruik in de kapel van het Sacrament in Amsterdam bekend als de Heilige Stede waar Occo kerkmeester was. Het handschrift wordt nu bewaard in de Koninklijke Bibliotheek van België met als signatuur MS IV 922.

## Codicologische beschrijving
Het handschrift bevat 151 perkamenten folia van 470 bij 340 mm groot. Het is geschreven in het Latijn in een Bourgondische 'littera cursiva formata'.
De originele 16e-eeuwse boekband is bewaard gebleven. Hij werd vervaardigd van kalfsleder over houten boekplatten. De band is versierd met koperen hoekplaatjes en koperen sloten. Het leder is blind gestempeld.

## Geschiedenis
De herkomst van het koorboek is duidelijk. Op f1r zegt een handgeschreven notitie: “Anno salutis humanae MDXXXVII Calend. Decem. / Pompeius Occo frisius & Sibrandus filius libri huius usum / hujus sacelli qui sacer locus appellatur esse voluerunt proprietatem tamen sibi posteris & suis in perpetuum reservantes”. Op f4r is een gelijkaardige tekst in het Middelnederlands geschreven: “Popius Occo ende syne erfven lienen dit boeck der heyligher steede van / Amsterdam soe lange het hoer ende erfven gelieven sall”. Op f13r  staat een initiaal versierd met de wapens van Pompeius Occo en op f29r zijn de wapens van Maria Agnes Barbou ( ???-1737) geschilderd binnen een “C”-initiaal.  Zij was de echtgenote van Jan Lucasz. Occo (1652 -1701), die waarschijnlijk haar wapen in het boek liet schilderen in het begin van de 18e eeuw. De oudste tekst is die in het Middelnederlands op f4r, de Latijnse tekst werd waarschijnlijk door Sibrandus, zijn zoon, toegevoegd kort na de dood van Pompeius in 1537.
Het handschrift bleef in het bezit van de familie Occo tot in 1769 bij de dood van Geertrui Theresia Occo en ging daarna via haar dochter Maria Agnes Michel over naar de familie Gillès, een adellijke familie uit het Doornikse. Uiteindelijk kwam het via huwelijk terecht bij barones Charles Gillès de Pélichy en uit eindelijk bij haar kleinzoon Charles Gillès de Pélichy (1872-1958). Om diens erfenis te verdelen werd het boek geveild in Brugge op 9 december 1972 en aangekocht door de Koninklijke Bibliotheek van België.

## Oorsprong
Op basis van het schrift en vooral van de verluchting, blijkt het handschrift te behoren tot een groep van gelijkaardige codices namelijk: MS 215-216 en MS 15.075 van de Koninklijke Bibliotheek van België in Brussel, het koorboek in het stadsarchief te Mechelen, de handschriften MSS 2, 5, 7, en 9 van de Universiteitsbibliotheek in Jena de handschriften MS 72A, 72B en 72C in de archieven van de Illustre Lieve Vrouwe Broederschap in 's-Hertogenbosch en MS  34, 36 en 160 van de Vaticaanse Bibliotheek. Die handschriften worden toegeschreven aan het atelier van Petrus Alamire, wat de onderzoekers liet besluiten dat ook dit handschrift uit het atelier van Alamire afkomstig is.
Door vergelijking met andere werken en in functie van de opgenomen composities heeft men in recent onderzoek de afwerking van de Occo-codex gesitueerd op ca. 1515-1517. dit in tegenstelling met de eerdere datering tussen 1526 en 1534/1537 door Bernard Huys.

## Inhoud
Overgenomen van The Occo Codex op 'The CMME project'.
| Nr. | Titel                                         | Componist            |
| --- | --------------------------------------------- | -------------------- |
| 1   | O salutaris hostia (van Ave regina celorum)   | Gaspar van Weerbeke  |
| 2   | O salutaris hostia                            | Anoniem              |
| 3   | O salutaris hostia (van Missa de Sancta anna) | Pierre de La Rue     |
| 4   | O salutaris hostia                            | Anoniem              |
| 5   | Tantum ergo                                   | Anoniem              |
| 6   | Cibavit eos ex adipe frumenti                 | Anoniem              |
| 7   | O salutaris hostia                            | Anoniem              |
| 8   | Missa Ecce panis angelorum                    | Hotinet Barra        |
| 9   | Missa Pange lingua                            | Josquin Desprez      |
| 10  | Missa Benedictus dominus                      | Jean Mouton          |
| 11  | Missa Mijn herte altijt heeft verlanghen      | Mathieu Gascongne    |
| 12  | Missa L'oserai-je dire                        | Jean Mouton          |
| 13  | Missa L'homme armé                            | Mathurin Forestier   |
| 14  | Missa Paschalis a6                            | Heinrich Isaac       |
| 15  | Kyrie Paschale                                | Laurentius de Vourda |
| 16  | Kyrie (from Missa Paschalis ad organum)       | Heinrich Isaac       |
| 17  | Missa pro Fidelibus defunctis                 | Antoine de Févin     |
|     | Appendix                                      |                      |
| 1   | Benedictus dominus deus meus                  | Antoine de Févin     |
| 2   | Mijn hert altijt heeft verlanghen             | Pierre de La Rue     |

De eerste zes werken in het handschrift zijn vrij specifiek voor de devotie tot het heilige Sacrament en kaderen dus zeer goed in de bestemming van het koorboek voor de ‘Heilige Stede’. Ook vrij typisch voor dit boek, en voor het werk van Alamires atelier in het algemeen, is het groot aantal componisten die werkzaam waren in Franse hofkringen. Een aantal van die werken is alleen overgeleverd in de boeken van Alamire zoals hier de Missa L'homme armé van Forestier en het Kyrie paschale van Vourda terug te vinden in de Missa paschalis van Isaac.

## Verluchting
Zoals bijna alle koorboeken afkomstig uit het atelier geassocieerd met het Habsburg-Bourgondische hof van Margaretha van Oostenrijk is het boek het resultaat van de samenwerking tussen verschillende scribenten en verluchters. De stijl van de verluchting van de codex is vrij divers. Men vindt gehistorieerde initialen met een specifieke scène in functie van het gedecoreerde werk, naast fantasievolle initialen versierd met florale elementen en grotesken. Andere secties zijn dan verlucht met eenvoudige monochrome kalligrafische initialen.